# Leonardeschi
Les leonardeschi (mot italien : « léonardesques ») désigne, en histoire de l'art, un certain nombre d'artistes ayant travaillé avec ou sous l'influence de Léonard de Vinci. Il convient de distinguer ses assistants de ses imitateurs ou copistes. On évalue à plus de 1 500 le nombre d'œuvres rattachées à l'influence du maître.

## Histoire
En 1472, Léonard rejoint la Guilde de Saint-Luc à Florence, puis à la fin de 1477, il quitte l'atelier d'Andrea del Verrocchio en tant qu'artiste indépendant. En 1482, il arrive à Milan et partage un atelier avec la fratrie de Giovanni Ambrogio de Predis, six artistes de talents différents. Certains Predis sont connus pour avoir collaboré à certaines commandes faites à Léonard et à ses associés, par exemple La Vierge aux rochers destinée à l'autel de la chapelle de la confraternité de l'Immaculée Conception de la Chiesa di San Francesco Grande (Milan). En 1490, Léonard, devenu célèbre, passe sous le patronage de Ludovic Sforza, qui le commissionne pour d'importants travaux : le maître recrute alors de nombreux assistants qu'il emploie dans son atelier.
On assiste donc à une transmission de « modèles léonardesques », mélange de techniques et de styles propres à Léonard, puisqu'il fait école et que sa réputation gagne l'ensemble de l'Europe.
Cette situation n'est pas différente de celle connue à la même époque par Andrea Mantegna à la cour de Mantoue.

## Une manière de peintre
La mesure de l'influence de Léonard par l'histoire de l'art est qualifiée de « léonardesque » à partir de la fin du XVIIIe siècle : ainsi, dans les Annales du musée des beaux-arts (1807), le critique Charles-Paul Landon utilise cette locution qu'il emprunte à ses collègues italiens pour analyser les peintres du XVIe siècle. En 1960, André Chastel, étudiant l'évolution de Nicolas Poussin, parle d'une « tournure léonardesque » chez le peintre français. Si l'on parle d'une « manière léonardesque » et de peintres léonardesques, le mot italien leonardeschi tend à se généraliser.

## Lesleonardeschide l'atelier et du cercle de Milan
Parmi les assistants de Léonard à cette époque, on trouve Giovanni Antonio Boltraffio, Giovanni Ambrogio de Predis, Bernardino de Conti, Francesco Napoletano, Andrea Solario, Marco d'Oggiono, et Salaì.
Dans une lettre à Ludovic Sforza datée de 1496, Léonard écrit qu'il doit s'efforcer de conserver six personnes à plein temps dans l'atelier. 
Quand il retourne à Milan en 1508, Léonard entretient des relations d'affaires et d'amitié avec d'autres peintres tels que Le Sodoma (Giovanni Antonio Bazzi) et Giovanni Francesco Rustici ainsi que le jeune Francesco Melzi, dont les parents possédaient un beau domaine à Vaprio (Milan).
Des artistes tels que Girolamo Alibrandi, Bramantino, Giampietrino, Giovanni Agostino da Lodi, Bernardino Lanino, Cesare da Sesto, Cesare Magni, Martino Piazza da Lodi, Bernardino Luini et Bernardo Zenale sont considérés comme proches du cercle de Léonard.
D'autres, nombreux, restent anonyme comme le maître du Pala Sforzesca.

## Autres influences possibles
Les deux voyages italiens d'Albrecht Dürer, respectivement en 1494-1495 et 1505-1507 à Venise, laissent des traces dans le travail gravé de l'artiste. Par exemple Le Petit Cheval est inspiré du Monument Sforza conçu et dessiné vers 1490 par Léonard.
Vers 1516-1517, quand Léonard arrive à la cour de François Ier, le peintre flamand Joos van Cleve vient d'exécuter des portraits royaux et princiers. On le surnomme le « Léonard du Nord ». Le travail de son fils, Cornelis van Cleve, présente également dans certaines compositions, les caractères de cette influence.
Deux peintres espagnoles réputés présents dans le nord de l'Italie au tout début du XVIe siècle (Florence, 1506), Fernando Yáñez de la Almedina et Hernando de los Llanos, ont également été sensiblement influencés par Léonard. Les peintres Vicente Masip, Juan de Juanes et Luis de Morales, sont, au XVIe siècle, ceux qui en Espagne, se révélèrent les plus ouverts à cette manière.

## Exemple de copies avecLa Madone aux fuseaux
La Madone aux fuseaux réalisée aux alentours de 1501 par Léonard est perdue. Plusieurs copies sont connues. Elles proviennent de l'entourage proche du peintre :
|  |  |